# 1232
Високе Середньовіччя •  Золота доба ісламу •  Реконкіста •  Хрестові походи •  Київська Русь •  Монгольська імперія

## Геополітична ситуація
На території колишньої Візантійської імперії існує декілька держав. Фрідріх II Гогенштауфен є імператором Священної Римської імперії (до 1250). У Франції править Людовик IX (до 1270).
Апеннінський півострів розділений: північ належить Священній Римській імперії, середню частину займає Папська область, більша частина півдня належить Сицилійському королівству. Деякі міста півночі: Венеція, Піза, Генуя тощо, мають статус міст-республік, частина з яких об'єднана Ломбардською лігою.
Південь Піренейського півострова в руках у маврів. Північну частину півострова займають християнські Кастилія, Леон (Астурія, Галісія), Наварра, Арагонське королівство (Арагон, Барселона) та Португалія. Генріх III є королем Англії (до 1272), а королем Данії — Вальдемар II (до 1241).
У Києві княжить Володимир Рюрикович (до 1235), у Галичі — Андрій Андрійович, на Волині — Данило Романович, у Володимирі-на-Клязмі — Юрій Всеволодович. Новгородська республіка та Володимиро-Суздальське князівство фактично відокремилися від Русі. У Польщі період роздробленості. На чолі королівства Угорщина стоїть Андраш II (до 1235).
В Єгипті, Сирії та Палестині править династія Аюбідів, невеликі території на Близькому Сході утримують хрестоносці. У Магрибі держава Альмохадів почала розпадатися. Сельджуки окупували Малу Азію. Монгольська імперія поділена між спадкоємцями Чингісхана. У Китаї співіснують частково підкорена монголами держава чжурчженів, де править династія Цзінь, та держава ханців, де править династія Сун. Делійський султанат є наймогутнішою державою Північної Індії, а на півдні Індії домінує Чола. В Японії триває період Камакура.

## Події
- Угорський королевич Андрій Андрійович повернув собі Галич.
- Князем Кракова став Генріх I Бородатий.
- Імператор Священної Римської імперії Фрідріх II видав Statutum in favorem principum, який встановлював для світських князів Німеччини однакові права з церковними князями.
- Фрідріх II видав у Равенні постанову проти єретиків, яка передбачала покарання через спалення на вогнищі.
- Папа римський Григорій IX змушений покинути Рим через повстання в місті.
- Війська короля Кіпру Генріха I завдали поразки силам імператора Священної Римської імперії Фрідріха II в битві при Агріді.
- Почалося завоювання Менорки Арагонським королівством.
- Монголи взяли в облогу столицю Цзінь Кайфен. Уперше історично засвідчено використання пороху й ракет.
- У Японії затверджено кодекс законів Ґосейбай сікімоку.